# العلاقات الأنغولية الإندونيسية
العلاقات الأنغولية الإندونيسية هي العلاقات الثنائية التي تجمع بين أنغولا وإندونيسيا.

## مقارنة بين البلدين
هذه مقارنة عامة ومرجعية للدولتين:
| وجه المقارنة                                              | أنغولا           | إندونيسيا         |
| --------------------------------------------------------- | ---------------- | ----------------- |
| المساحة (كم2)                                             | 1.25 مليون       | 1.90 مليون        |
| عدد السكان (نسمة)                                         | 29.78 مليون      | 263.99 مليون      |
| الكثافة السكانية (ن./كم²)                                 | 23.82            | 138.94            |
| العاصمة                                                   | لواندا           | جاكرتا            |
| اللغة الرسمية                                             | اللغة البرتغالية | اللغة الإندونيسية |
| العملة                                                    | كوانزا أنغولي    | روبية إندونيسية   |
| الناتج المحلي الإجمالي (بليون دولار)                      | 124.21 مليار     | 1.02 تريليون      |
| الناتج المحلي الإجمالي (تعادل القوة الشرائية) بليون دولار | 184.83 مليار     | 2.85 تريليون      |
| الناتج المحلي الإجمالي الاسمي للفرد دولار أمريكي          | 4.10 ألف         | 3.35 ألف          |
| الناتج المحلي الإجمالي للفرد دولار أمريكي                 |                  | 10.52 ألف         |
| مؤشر التنمية البشرية                                      | 0.533            | 0.684             |
| رمز المكالمات الدولي                                      | +244             | +62               |
| رمز الإنترنت                                              | .ao              | .id               |
| المنطقة الزمنية                                           | ت ع م+01:00      |                   |

## منظمات دولية مشتركة
يشترك البلدان في عضوية مجموعة من المنظمات الدولية، منها:
| علم المنظمة | اسم المنظمة                        | تاريخ انضمام أنغولا | تاريخ انضمام إندونيسيا |
| ----------- | ---------------------------------- | ------------------- | ---------------------- |
|             | الاتحاد الدولي للاتصالات           | 13 أكتوبر 1976      | 1949                   |
|             | منظمة حظر الأسلحة الكيميائية       | ?                   | ?                      |
|             | منظمة التجارة العالمية             | ?                   | ?                      |
|             | منظمة الشرطة الجنائية الدولية      | ?                   | 5 أكتوبر 1954          |
|             | الأمم المتحدة                      | 1 ديسمبر 1976       | 28 سبتمبر 1950         |
|             | يونسكو                             | 11 مارس 1977        | 27 مايو 1950           |
|             | البنك الدولي للإنشاء والتعمير      | 19 سبتمبر 1989      | 13 أبريل 1967          |
|             | وكالة ضمان الاستثمار متعدد الأطراف | 19 سبتمبر 1989      | 12 أبريل 1988          |
|             | مؤسسة التنمية الدولية              | 19 سبتمبر 1989      | 20 أغسطس 1968          |
|             | مؤسسة التمويل الدولية              | 19 سبتمبر 1989      | 23 أبريل 1968          |
|             | الاتحاد البريدي العالمي            | ?                   | ?                      |

## وصلات خارجية
- موقع وزارة الخارجية الأنغولية
- موقع وزارة الخارجية الإندونيسية